# Parpeville
Parpeville est une commune française située dans le département de l'Aisne, en région Hauts-de-France.

## Géographie
Parpeville est un village situé à 24 kilomètres à l'est de Saint-Quentin et 28 kilomètres au nord-ouest de Laon dont il est possible de voir la cathédrale depuis la sortie de village en direction de Pleine-Selve.
Effectivement, l'altitude y est de 144 mètres, formant un plateau donnant vue sur un panorama de plaines environnantes tandis que l'altitude basse est de 79 mètres, révélant une amplitude importante de 65 mètres.
Le village dépend du canton de Ribemont, traversé par la route de moyenne communication no 3, de Ribemont à Marle.

### Hydrographie
La commune est située dans le bassin Seine-Normandie. Elle n'est drainée par aucun cours d'eau,.

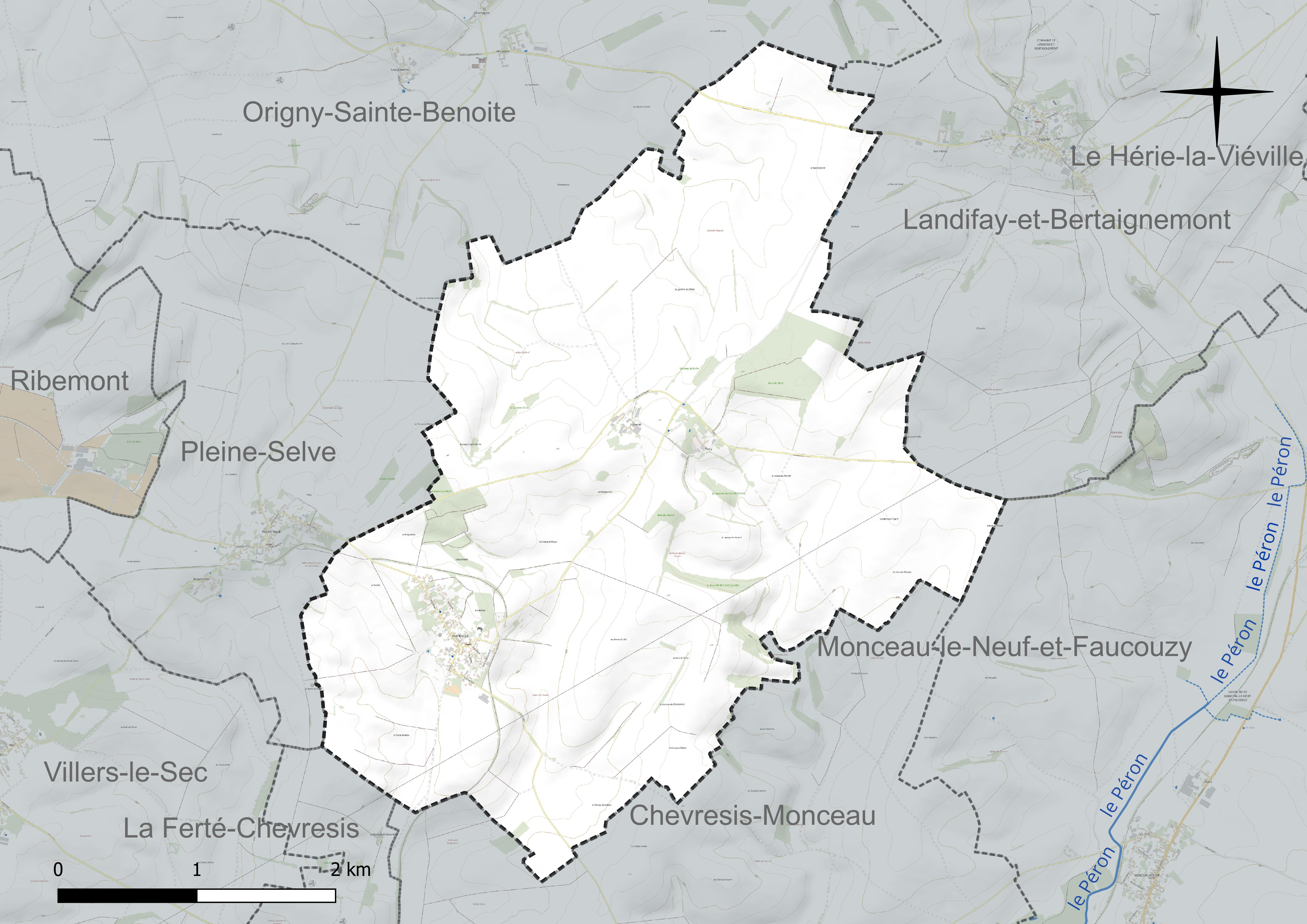
Réseau hydrographique de Parpeville.

### Climat
Pour des articles plus généraux, voir Climat des Hauts-de-France et Climat de l'Aisne.
En 2010, le climat de la commune est de type climat océanique dégradé des plaines du Centre et du Nord, selon une étude du CNRS s'appuyant sur une série de données couvrant la période 1971-2000. En 2020, Météo-France publie une typologie des climats de la France métropolitaine dans laquelle la commune est exposée à un climat océanique altéré et est dans la région climatique Nord-est du bassin Parisien, caractérisée par un ensoleillement médiocre, une pluviométrie moyenne régulièrement répartie au cours de l'année et un hiver froid (3 °C).
Pour la période 1971-2000, la température annuelle moyenne est de 10,2 °C, avec une amplitude thermique annuelle de 15 °C. Le cumul annuel moyen de précipitations est de 793 mm, avec 12,5 jours de précipitations en janvier et 9,1 jours en juillet. Pour la période 1991-2020, la température moyenne annuelle observée sur la station météorologique la plus proche, située sur la commune d'Aulnois-sous-Laon à 20 km à vol d'oiseau, est de 11,0 °C et le cumul annuel moyen de précipitations est de 685,6 mm,. Pour l'avenir, les paramètres climatiques de la commune estimés pour 2050 selon différents scénarios d'émission de gaz à effet de serre sont consultables sur un site dédié publié par Météo-France en novembre 2022.

## Urbanisme

### Typologie
Au 1er janvier 2024, Parpeville est catégorisée commune rurale à habitat dispersé, selon la nouvelle grille communale de densité à 7 niveaux définie par l'Insee en 2022.
Elle est située hors unité urbaine. Par ailleurs la commune fait partie de l'aire d'attraction de Saint-Quentin, dont elle est une commune de la couronne,. Cette aire, qui regroupe 120 communes, est catégorisée dans les aires de 50 000 à moins de 200 000 habitants,.

### Occupation des sols
L'occupation des sols de la commune, telle qu'elle ressort de la base de données européenne d'occupation biophysique des sols Corine Land Cover (CLC), est marquée par l'importance des territoires agricoles (97,4 % en 2018), une proportion sensiblement équivalente à celle de 1990 (97,1 %). La répartition détaillée en 2018 est la suivante : 
terres arables (89,8 %), zones agricoles hétérogènes (7,7 %), zones urbanisées (2,6 %).
L'évolution de l'occupation des sols de la commune et de ses infrastructures peut être observée sur les différentes représentations cartographiques du territoire : la carte de Cassini (XVIIIe siècle), la carte d'état-major (1820-1866) et les cartes ou photos aériennes de l'IGN pour la période actuelle (1950 à aujourd'hui).

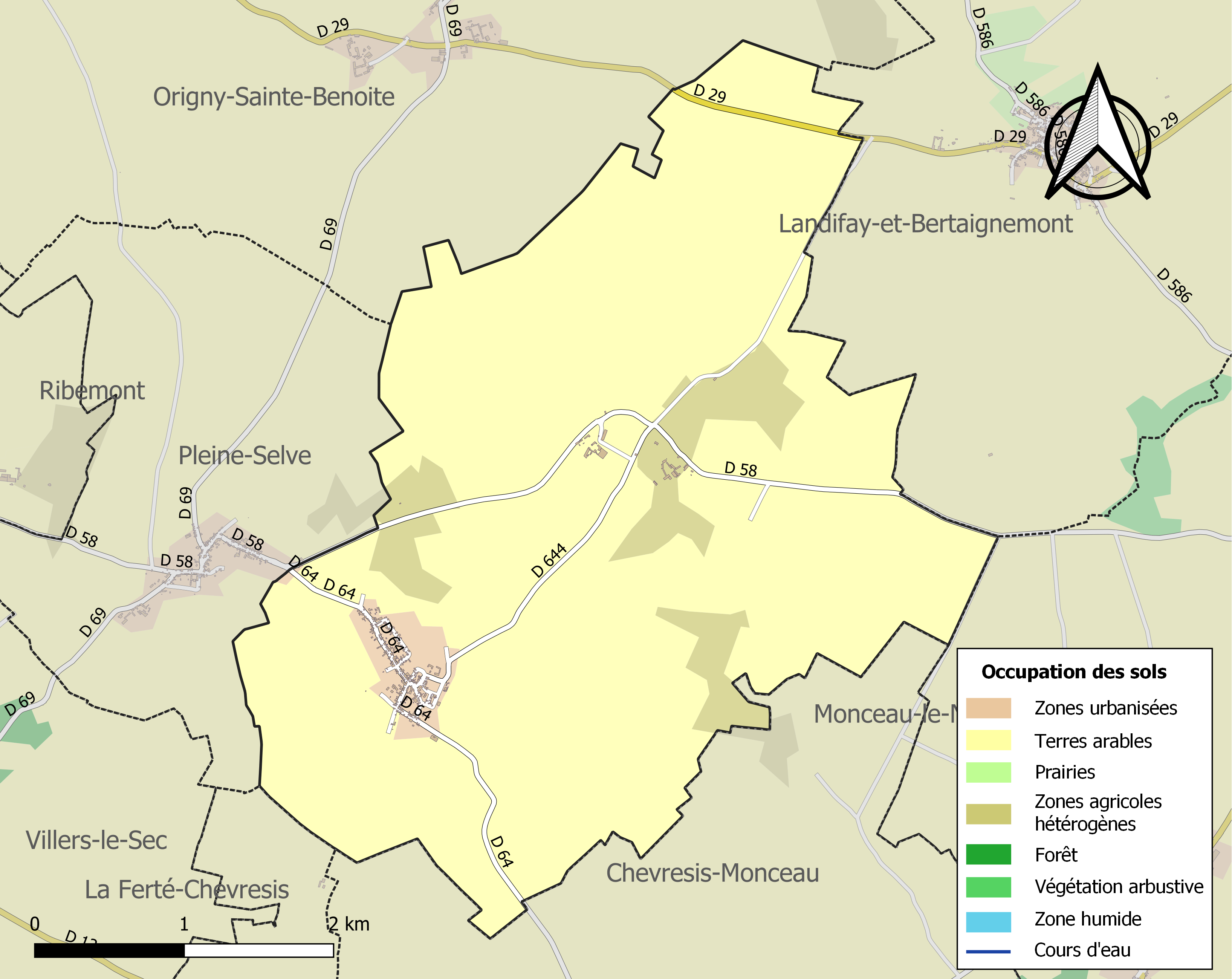
Carte de l'occupation des sols de la commune en 2018 (CLC).

### Style architectural

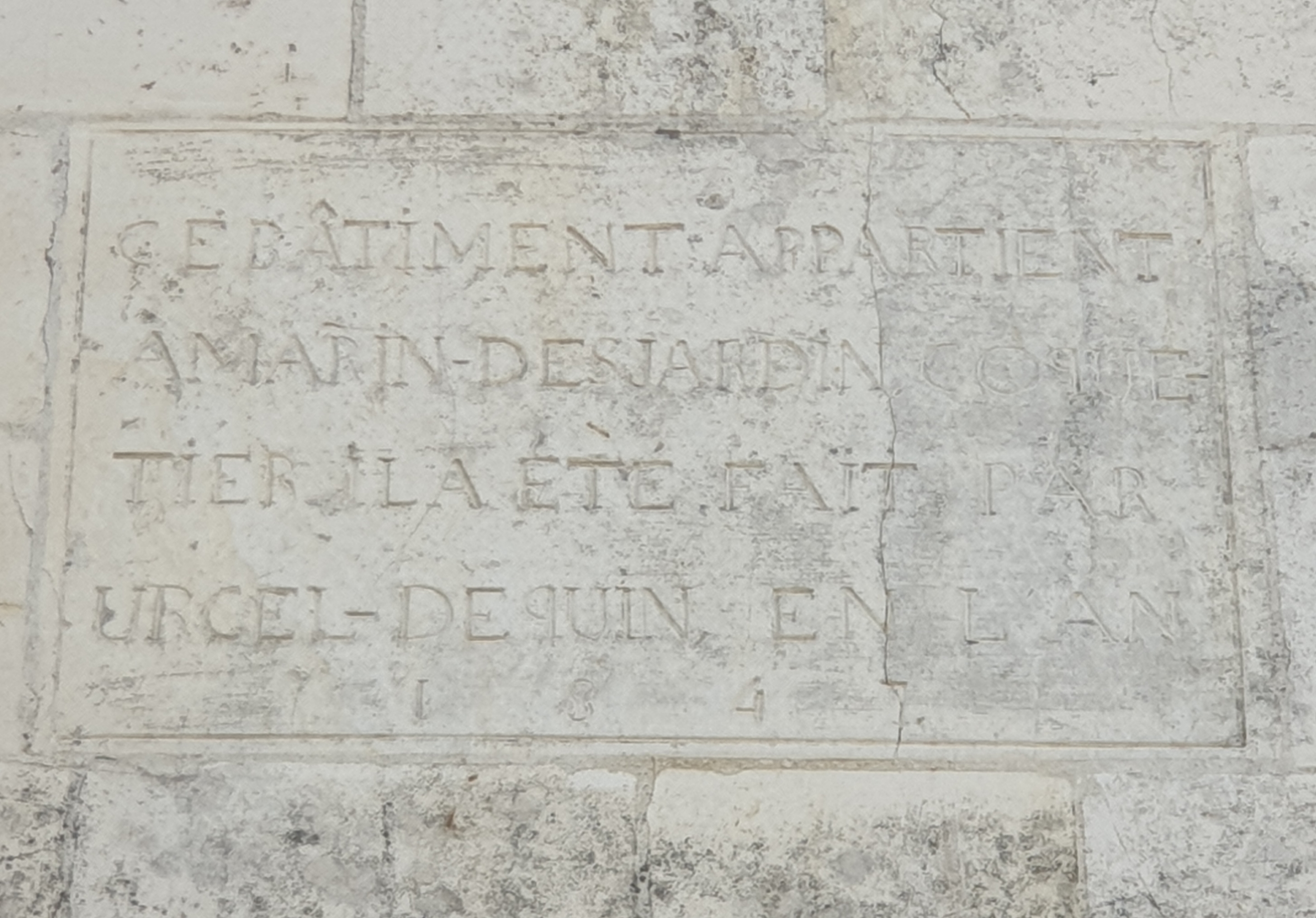
Cartouche : "Ce bâtiment appartient à Marin-Desjardin, coquetier. Il a été fait par Urcel-Dequin en l'an 1847."

L'ensemble du village comporte quelques maisons nouvellement ouvragées mais un large ensemble dont le château constitue une marque du patrimoine des XVIIIe et surtout XIXe siècles.
Il sera remarquable sur la façade ou le pignon de rue de certaines constructions, l'inscription de la date de construction, soit en relief, soit gravée en creux dans la pierre. Un exemple remarquable est lisible rue du Président-Wilson en haut du pignon de façade de rue d'une maison d'habitation. Il prend la forme d'un cartouche, proposé ci-après en image. Gravé en creux dans la pierre dans un encadrement rectangulaire lui-même en creux, il fait part de la mention suivante notamment intéressante pour la référence à un ancien métier de coquetier : Ce bâtiment appartient à Marin-Desjardin, coquetier. Il a été fait par Urcel-Dequin en l'an 1847.
Les matériaux sont de manière alternée la brique et la pierre calcaire, parfois avec un renforcement de grès dans les soubassements.
Les jeux décoratifs se font souvent sur l'encadrement des ouvertures ourlées du matériau opposé au reste de la façade. Mais on peut trouver également le choix pour le tout pierre ou le tout brique.
L'ardoise est le revêtement de toiture le plus courant et quelques fois la tuile orange.
Le modèle type de construction est la longère et de nombreux corps de fermes sont encore en place dans leur structure d'ensemble même si la fonction agricole a laissé parfois place à celle d'habitation.

## Toponymie
Le village est cité pour la première fois sous l'appellation latine de Altare de Parpres en 1156. Le nom variera encore ensuite de nombreuses fois en fonction des différents transcripteurs : Parpres villa, Villa de Parpres, puis Parpe la Ville au XVIIIe siècle sur la carte de Cassini et enfin l'appellation actuelle Parpeville au XIXe siècle.

## Histoire
|  |  |  |

Carte de Cassini
La carte de Cassini montre qu'au XVIIIe siècle, Parpeville est une paroisse.
Le château est représenté au nord-est du village.
Au sud, un moulin à vent en bois est dessiné. Le plan cadastral de 1825 montre qu'au début du XIXe siècle, trois moulins à vent étaient en activité sur le terroir de la commune.
Au nord, le hameau de Torcy étaient composé de trois fermes et celui de Villancé ou Vilancet de deux fermes.
Torcy est cité pour la première fois en 1143 sous le nom de Tursiacus. Ces deux hameaux qui appartenaient à Ribemont ont été unis à Parpeville en vertu d'un arrêté du département de l'Aisne du 3 thermidor an VI (21 juillet 1798).
Une monographie sur le village, consultable sur le site des Archives départementales de l'Aisne, a été écrite en 1888 par M. Nicq.
Mathieu de Parpres, chevalier, a en 1229 favorisé par un échange et une donation la Maison Dieu de Ribemont. Ce Mathieu mourut en 1281, et fut enterré dans l'église de l'abbaye de Saint-Nicolas, à laquelle il avait fait d'importantes donations.
Il est question du domaine de Parpres dans le testament de Wistache, seigneur de Ribemont en 1332, et il veut que « li hommage de Parpres soit dans la portion de son fils Jean. »
Selon un rôle des nobles du Vermandois, d'octobre 1348, la seigneurie de Parpres serait au XIVe siècle l'apanage du fils aîné du seigneur de Ribemont.
Le château actuel de Parpeville a été bâti en 1722, par Jean de Macquerel, de Quesmy. En différents travaux, on a trouvé dans l'angle d'un mur, à l'ouest du château actuel, les fondations d'une tour provenant d'anciennes constructions et qui indiquerait que l'ancien château aurait été fortifié.
La terre, qui appartenait à M. Alexandre-Jean de Macquerel, de Parpeville, ayant été mise en adjudication, a été achetée par M. Delcroix ; mais immédiatement, par suite d'une demande en retrait lignager, elle revint vers 1785 à M. Charles Pierre François de Chauvenet, qui s'était marié avec dame Louise Charlotte Alexandrine de Macquerel, fille aînée de M. Alexandre de Macquerel de Parpeville.
Durant la Révolution, le château et la terre sont restés en la possession de M. et Mme de Chauvenet, qui ne sont pas émigrés, mais qui ont été en réclusion à Saint-Quentin.
Les puits de Parpeville atteignent la profondeur de 80 à 100 mètres.
On a bâti en 1830 une mairie et une école, et en 1858 un presbytère.
Parpeville est l'une des dernières en France dans laquelle on trouvait encore une rue Pétain. Elle jouxtait la rue Joffre et la rue Foch, réunissant ainsi les noms des trois maréchaux nommés par Raymond Poincaré. Le 30 novembre 2010, le conseil municipal décide de la rebaptiser rue de la Paix,.

### Passé religieux
La Congrégation des religieuses franciscaines du Sacré-Cœur,,, dite d'abord de Parpeville, a été fondée le 8 septembre 1867, à Parpeville, doyenné de Ribemont, au diocèse de Soissons, par monsieur l'abbé Virgile Adam, curé de la paroisse depuis 1856.
A l'instar des autres congrégations qui se sont déployées au XIXe siècle, la maison de Parpeville va investir le champ d'éducation des jeunes filles en accueillant le 23 mai 1870, six premières orphelines. Quelques sœurs du Tiers-Ordre séculier de Saint-François, parmi lesquelles mademoiselle Jumeaux, qui devait devenir la première supérieure générale de la Congrégation sont alors réunies. Le 31 mai 1870 a lieu l'installation officielle ainsi que la bénédiction de la nouvelle demeure. Les sœurs ne portent d'abord qu'un costume séculier, mais sollicitent rapidement et obtiennent de monseigneur Jean-Jules Dours, évêque de Soissons, l'autorisation de revêtir l'habit des religieuses du Tiers-Ordre. Cette permission accordée le 18 mars 1872, fut agréée le 5 avril suivant par le Révérend Père Conrad, capucin, gardien du couvent de Paris et visiteur provincial. Les sœurs reçurent ce saint habit le 7 juin de la même année, jour de la fête du Sacré-Cœur. En souvenir de cet événement, la communauté d'abord placée sous le patronage de saint Leu, prit le nom de « Religieuses franciscaines de Sacré-Cœur ».
Depuis sa fondation jusqu'à la guerre de 1914, la Congrégation a recueilli plus de six cents orphelines tant à Parpeville qu'à Saint-Quentin, où une maison fut ouverte en mars 1876, rue de la Fère par le fondateur lui-même avant de s'installer en 1878 rue de la Raffinerie, près du passage à niveau du chemin de fer du Nord. En 1886, la maison-mère de Parpeville fut transférée dans ce nouvel établissement. Après la guerre, le 6O rue de Guise sera le dernier emplacement de la maison-mère où désormais siège le CCAS de Saint-Quentin.
Le bâtiment de Parpeville, endommagé pendant la Première Guerre mondiale est rénové pour ensuite recevoir des colonies de vacances.

### Passé ferroviaire du village
|  |  |  |  |

De 1900 à 1958, Parpeville a été traversé par la ligne de chemin de fer de Ribemont à La Ferté-Chevresis, qui, venant de Pleine-Selve, contournait le village au nord-est, pour se dirigeait vers La Ferté-Chevresis.
 Chaque jour, trois trains s'arrêtaient dans chaque sens devant la gare  pour prendre les passagers qui se rendaient soit à Ribemont, et ensuite vers Guise ou Saint-Quentin soit à La Ferté-Chevresis et ensuite vers La Fère.
A une époque où le chemin de fer était le moyen de déplacement le plus pratique, cette ligne connaissait un important trafic de passagers et de marchandises. 
À partir de 1950, avec l'amélioration des routes et le développement du transport automobile, le trafic ferroviaire a périclité et la ligne a été fermée en 1958. Les rails ont été retirés.  Quelques tronçons de l'ancienne ligne subsistent encore de nos jours utilisés comme sentier de randonnée. La gare qui avait été détruite par les Allemands en 1918 fut reconstruite vers 1920. Elle est devenue une habitation aujourd'hui.

## Politique et administration

### Découpage territorial
La commune de Parpeville est membre de la communauté de communes du Val de l'Oise, un établissement public de coopération intercommunale (EPCI) à fiscalité propre créé le 1er janvier 2014 dont le siège est à Mézières-sur-Oise. Ce dernier est par ailleurs membre d'autres groupements intercommunaux.
Sur le plan administratif, elle est rattachée à l'arrondissement de Saint-Quentin, au département de l'Aisne et à la région Hauts-de-France. Sur le plan électoral, elle dépend du  canton de Ribemont pour l'élection des conseillers départementaux, depuis le redécoupage cantonal de 2014 entré en vigueur en 2015, et de la troisième circonscription de l'Aisne  pour les élections législatives, depuis le dernier découpage électoral de 2010.

### Administration municipale
| Période                                  | Période                       | Identité       | Étiquette      | Qualité     |
| ---------------------------------------- | ----------------------------- | -------------- | -------------- | ----------- |
| Les données manquantes sont à compléter. |                               |                |                |             |
| mars 1977                                | mars 2008                     | Jean Fontaine  |                |             |
| mars 2008                                | mars 2014                     | Patricia Joint | Sans étiquette | Educatrice  |
| mars 2014                                | juillet 2020                  | Éric Marchand  | SE             | Agriculteur |
| juillet 2020,                            | En cours (au 13 juillet 2020) | Jérémy Jumeaux |                |             |

## Démographie
L'évolution du nombre d'habitants est connue à travers les recensements de la population effectués dans la commune depuis 1793. Pour les communes de moins de 10 000 habitants, une enquête de recensement portant sur toute la population est réalisée tous les cinq ans, les populations de référence des années intermédiaires étant quant à elles estimées par interpolation ou extrapolation. Pour la commune, le premier recensement exhaustif entrant dans le cadre du nouveau dispositif a été réalisé en 2005.

En 2022, la commune comptait 192 habitants, en évolution de +1,05 % par rapport à 2016 (Aisne : −1,97 %, France hors Mayotte : +2,11 %).
| 1793 | 1800 | 1806 | 1821 | 1831  | 1836  | 1841 | 1846 | 1851 |
| ---- | ---- | ---- | ---- | ----- | ----- | ---- | ---- | ---- |
| 805  | 834  | 927  | 943  | 1 066 | 1 037 | 980  | 934  | 975  |

| 1856 | 1861 | 1866 | 1872 | 1876 | 1881 | 1886 | 1891 | 1896 |
| ---- | ---- | ---- | ---- | ---- | ---- | ---- | ---- | ---- |
| 966  | 947  | 901  | 892  | 882  | 837  | 794  | 754  | 705  |

| 1901 | 1906 | 1911 | 1921 | 1926 | 1931 | 1936 | 1946 | 1954 |
| ---- | ---- | ---- | ---- | ---- | ---- | ---- | ---- | ---- |
| 698  | 665  | 617  | 524  | 482  | 438  | 391  | 382  | 356  |

| 1962 | 1968 | 1975 | 1982 | 1990 | 1999 | 2005 | 2006 | 2010 |
| ---- | ---- | ---- | ---- | ---- | ---- | ---- | ---- | ---- |
| 308  | 283  | 226  | 244  | 216  | 219  | 224  | 226  | 241  |

| 2015 | 2020 | 2022 | - | - | - | - | - | - |
| ---- | ---- | ---- | - | - | - | - | - | - |
| 195  | 193  | 192  | - | - | - | - | - | - |

## Lieux et monuments
- L'église Saint-Leu de Parpeville est moderne (1829), excepté les deux chapelles du transept ; elle a la forme d'un rectangle et mesure 23 mètres de longueur sur 9 mètres de largeur ; elle est éclairée par 8 fenêtres dont 4 au nord et 4 au sud différemment ouvragées par un encadrement de pierre sans que raison puisse être donnée. Le clocher est placé au couchant au-dessus du portail. On y vient à toutes les époques de l'année invoquer saint Leu ou Loup de Sens, patron de la paroisse, en faveur des enfants qui éprouvent les convulsions occasionnées par la peur ou par l'épilepsie. La statue en pierre de ce saint parait être du XIVe ou du XVe siècle ; elle mériterait d'être descendue de l'endroit élevé où elle est placée et aussi d'être débarrassée de la peinture moderne qui la recouvre.

On lit dans l'église, sur une pierre tumulaire en partie cachée par les fonts baptismaux : Cy Gist Jeanne Françoise Aspasie de Lannoy, épouse de Mr. Louis Suzanne de Chauvenet, décédée le 6 mars 1826.
En 1930, soit presque 100 ans après la construction de l'édifice, mais également celle de la mairie et de l'école, un double vitrail commémoratif est réalisé par le maître-verrier belge Alphonse Léopold De Troeyer. Le thème illustre un poilu mourant blessé qui dans un dernier élan du bras droit vers la croix, a l'air de demander le salut. L'hommage est soutenu par une mention dans le bas : En souvenir et en reconnaissance aux enfants de Parpeville, morts pour la France pendant la Grande Guerre de 1914 à 1918. L'ensemble de cette œuvre porte outre l'intérêt artistique de la période Art déco dont on peut retrouver le style dans la géométrisation des branches de conifères par exemple, un caractère historique dans la singulière et fidèle représentation de la mairie, de l'église et du monument aux morts. 
- Le château de Parpeville, inscrit au titre de monument historique en 1928[36].
- Monument aux morts.
- Croix de chemin.

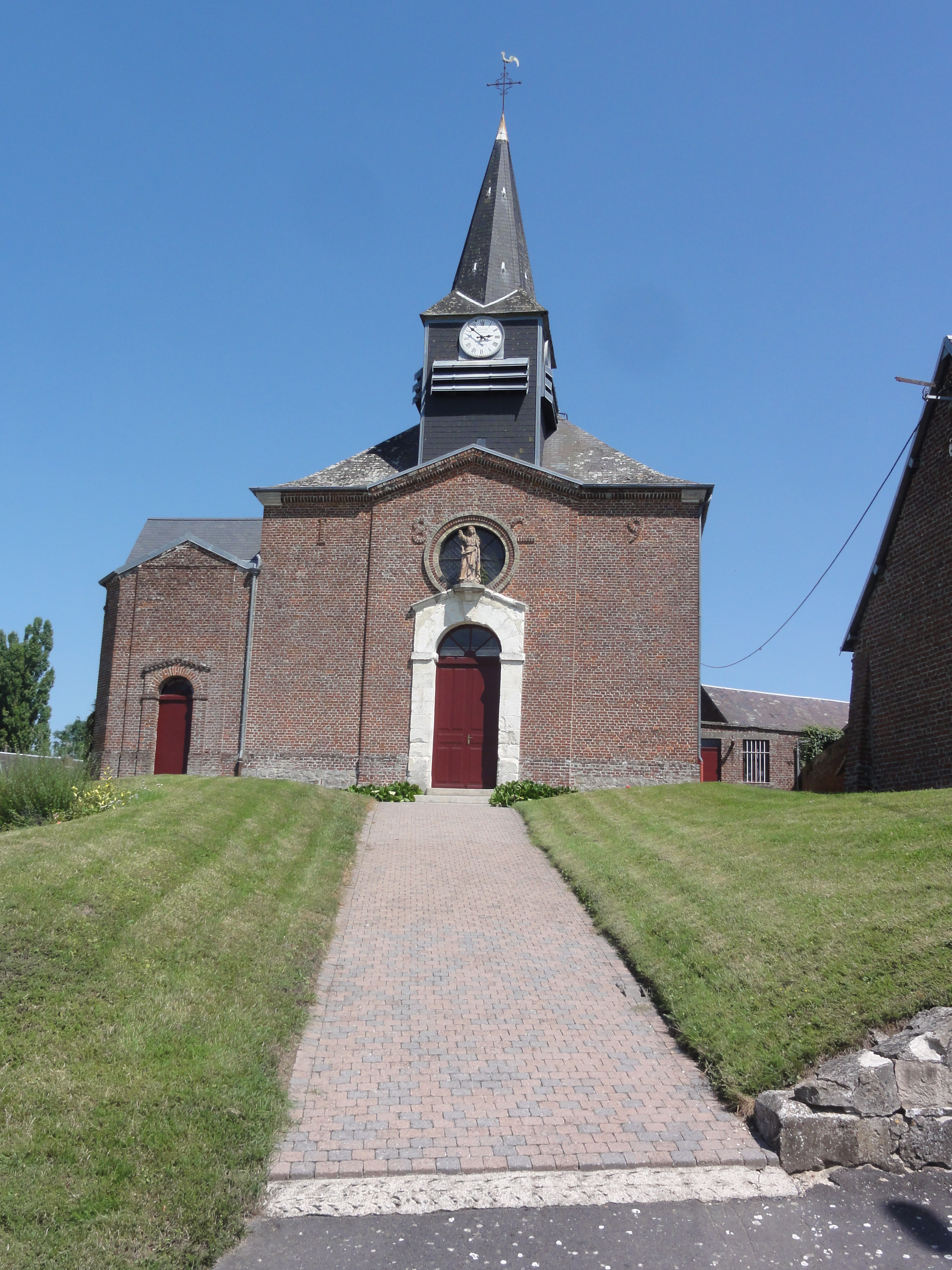
Église Saint-Leu.
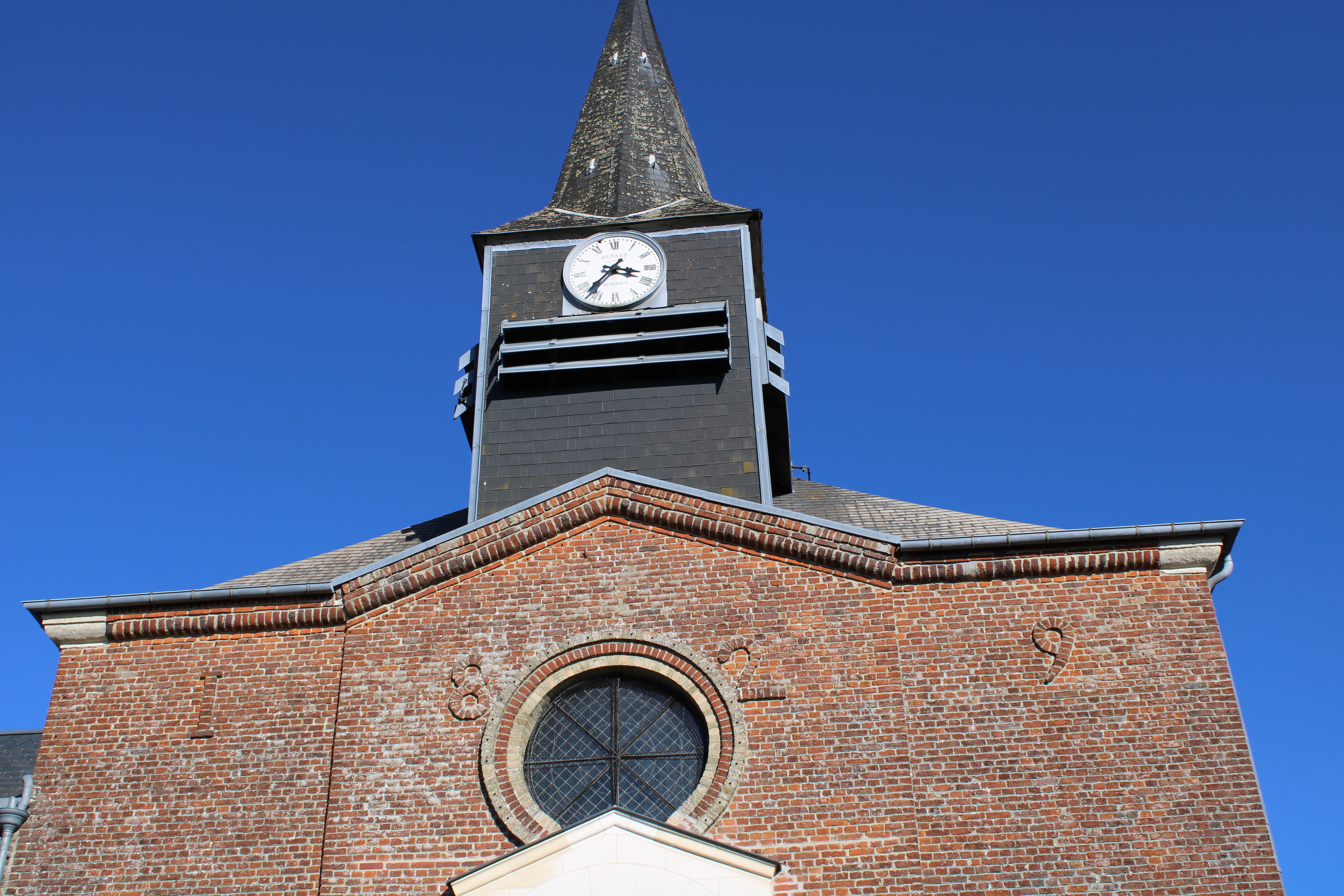
L'église porta la date de sa construction 1829 en briques en relief.
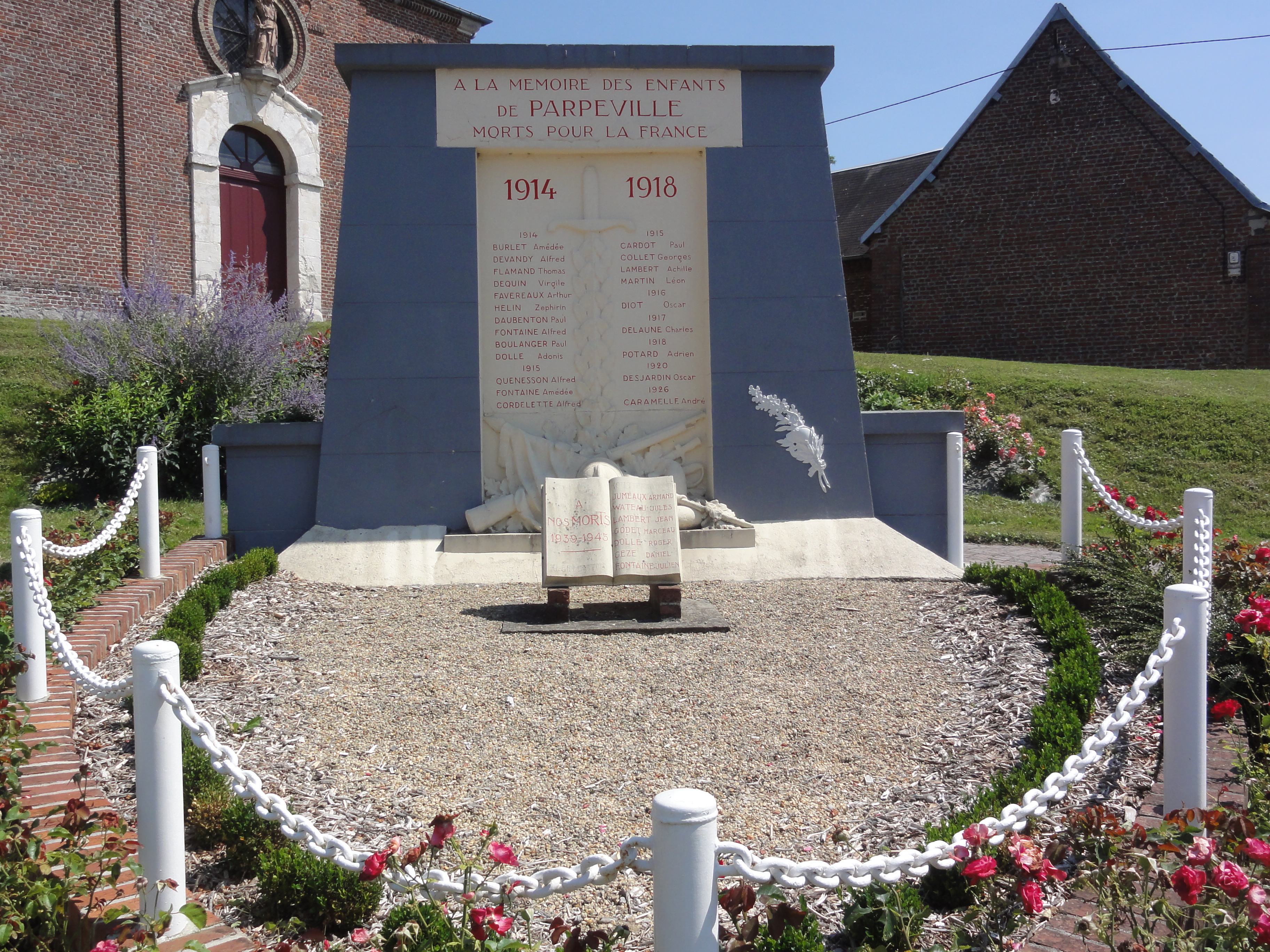
Monument aux morts.
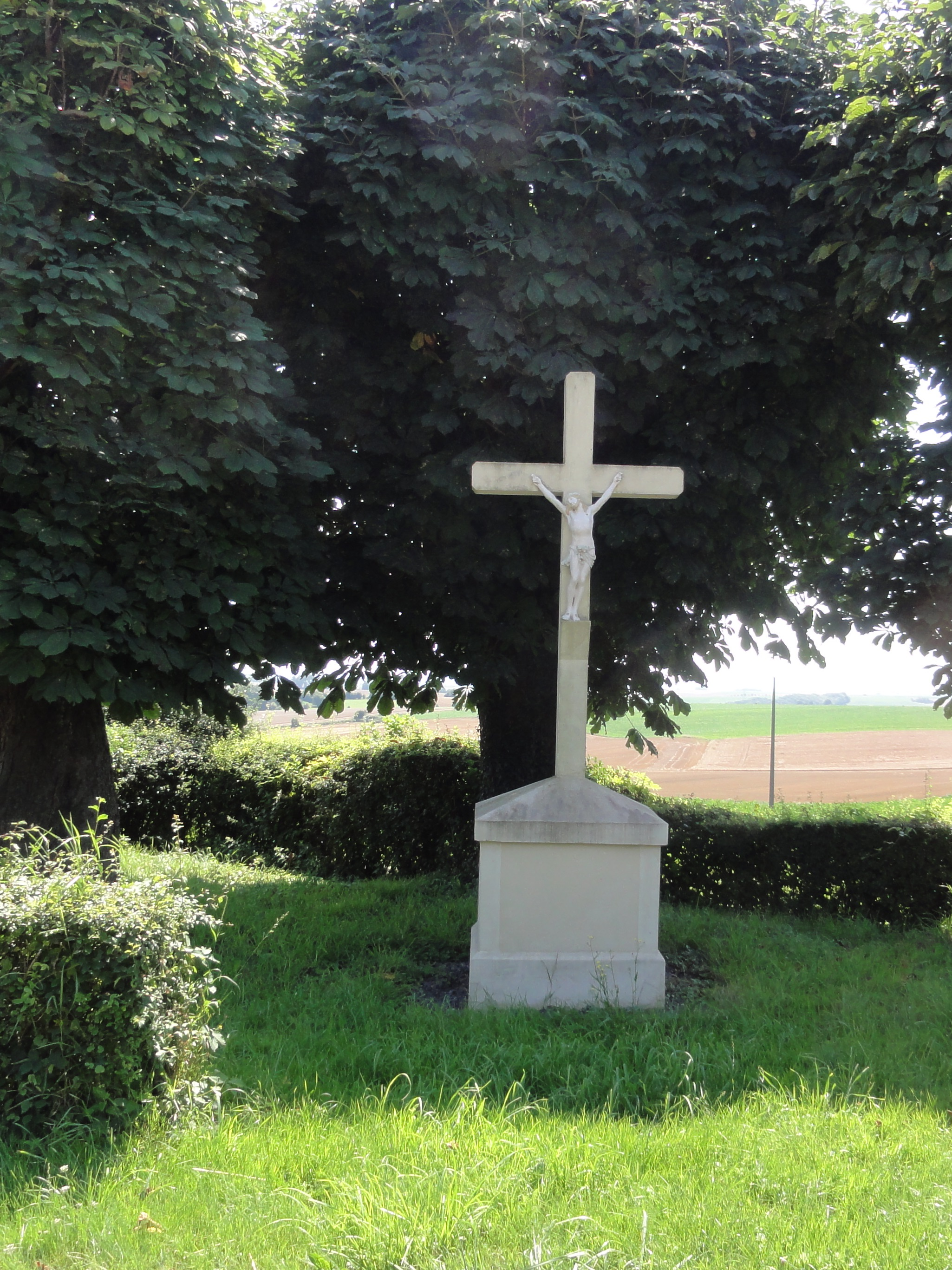
Croix de chemin.
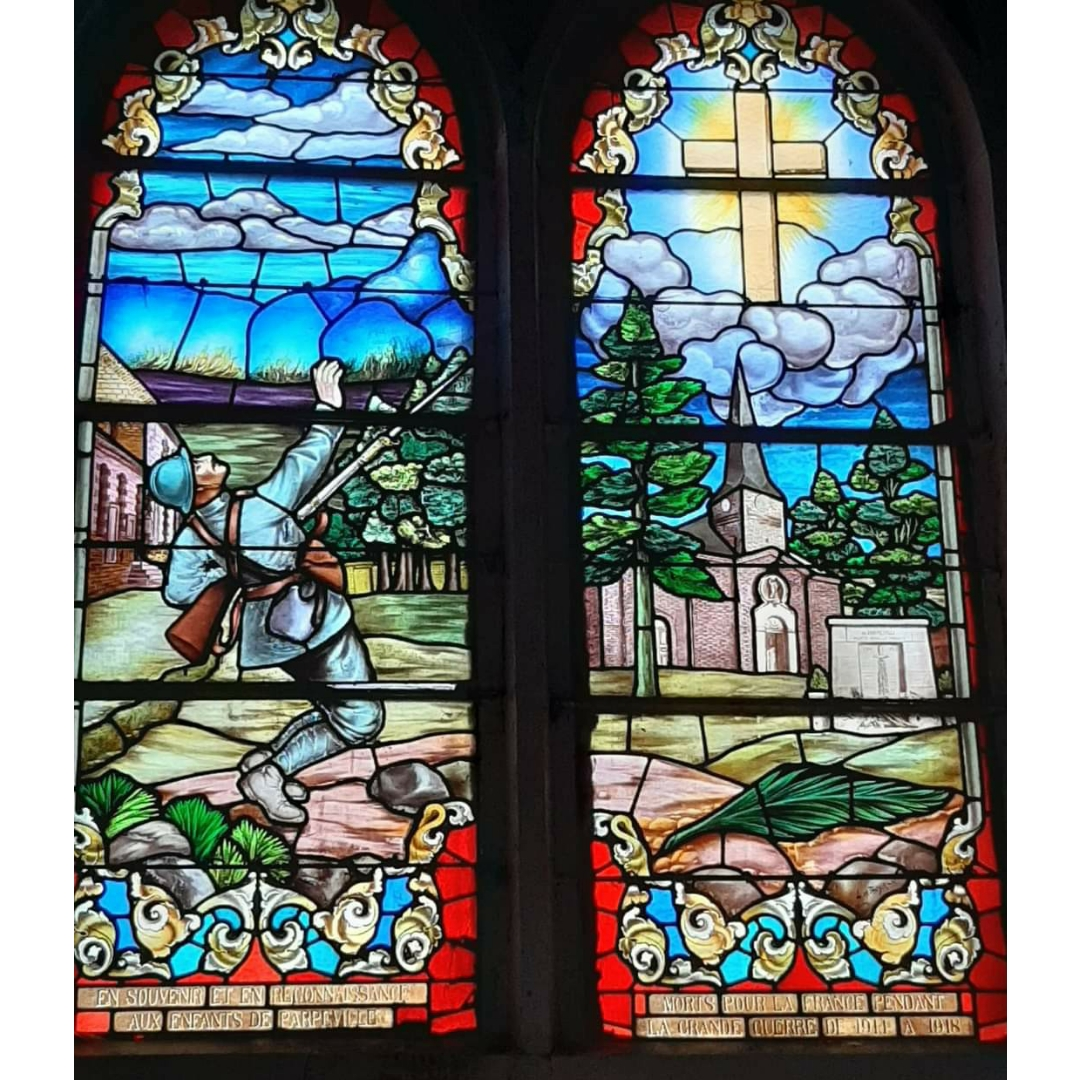
Vitrail commémoratif en double baie de la Grande Guerre 1914-1918 par Alphonse Léopold De Troeyer, maître-verrier.
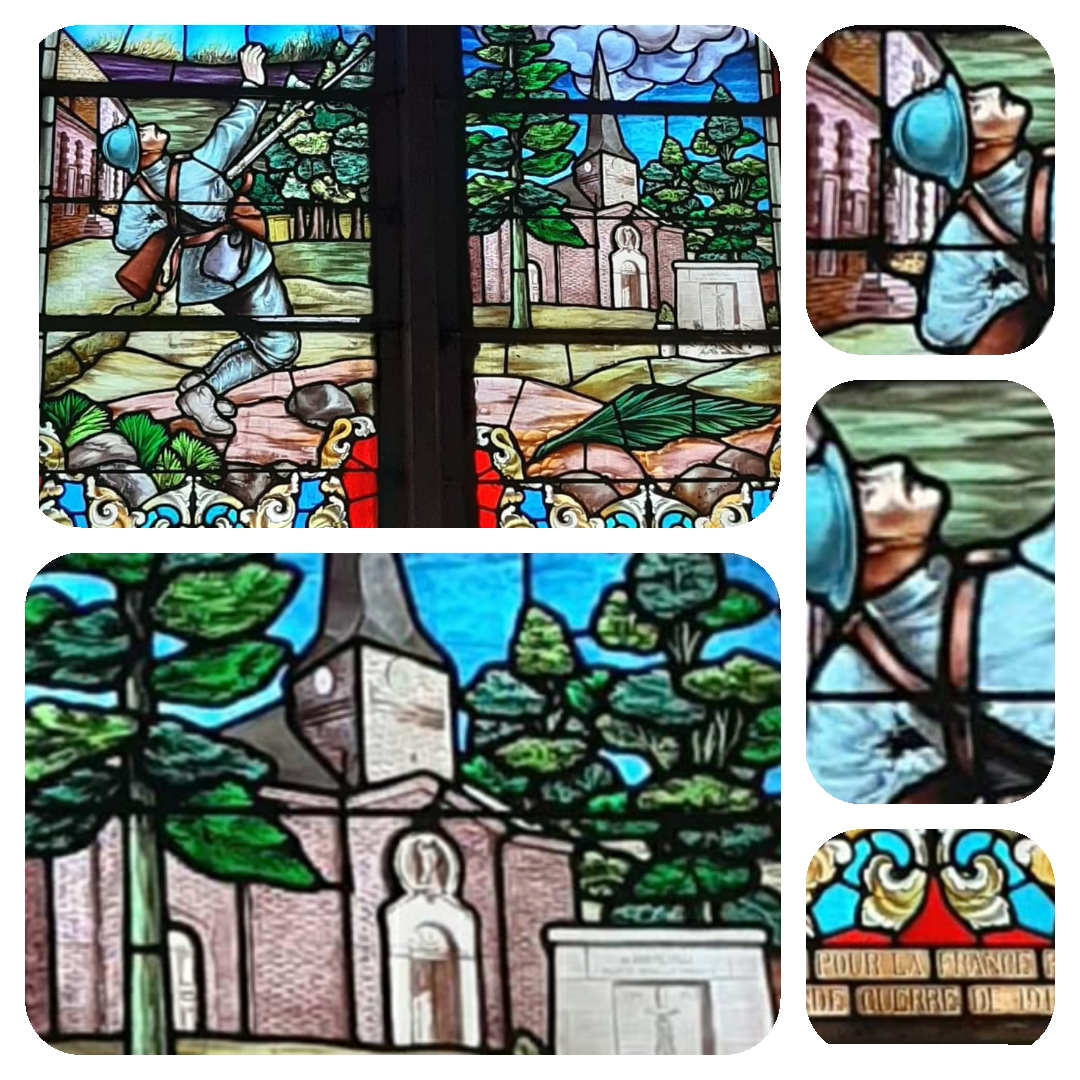
Détails du vitrail commémoratif réalisé par le maître-verrier Alphonse Léopold De Troeyer.
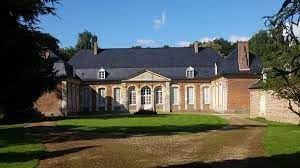
Château de Parpeville.